# Leopoldo Baracco
Leopoldo Baracco (Asti, 9 ottobre 1886 – Asti, 13 gennaio 1966) è stato un avvocato e politico italiano.